# ارين لويس
ارين لويس (بالإنجليزية: Warren Lewis)‏ (13 أبريل 1971 بديربان في جنوب أفريقيا - ) هو لاعب كرة قدم جنوب أفريقي في مركز الدفاع. شارك مع منتخب جنوب أفريقيا لكرة القدم. أما مع النوادي، فقد لعب مع أورلاندو بيراتس وموروكا سوالوز ونادي أمازولو.

## وصلات خارجية
- ارين لويس على موقع قاعدة بيانات كرة القدم.إي يو (الإنجليزية)